# ADMIRAL (videogioco)
ADMIRAL è un wargame navale tattico da 2 o più giocatori, ambientato durante la seconda guerra mondiale. La durata del gioco è variabile a partire dai 30 minuti fino a N ore, a seconda del numero delle unità partecipanti all'azione. Il gioco è attualmente autoprodotto in Italia dalla LuXLu. Il regolamento base è stato reso disponibile al pubblico a partire dal 2011,
La superficie di gioco è variabile a seconda della missione a partire da una superficie 60x60 cm fino a 240x180 cm ricoperta da un panno blu che rappresenta il settore di mare relativo all'azione in corso. Ognuno dei giocatori controlla un gruppo navale più o meno imponente, Il regolamento base prevede la flotta: tedesca e inglese.
Nelle seguenti espansioni sono state aggiunte anche le flotte italiana, francese, statunitense e giapponese con una nutrita serie di scenari aggiuntivi e nuove regole. Nella confezione sono fornite tutte le unità previste nelle missioni riprodotte in cartoncino, la scala adottata è 1:1850 ma il regolamento prevede di essere facilmente adattato a tutte le scale di modellini navali in commercio.
Durante il turno di gioco i giocatori si alternano nell'effettuare le azioni delle proprie unità seguendo una sequenza d'iniziativa prestabilita, avendo la possibilità d'impartire anche ordini speciali detti ordini Ammiraglio che impongono alcune azioni speciali alle unità in gioco. L'esito dei combattimenti è determinato dal lancio dei dadi, in ogni caso l'elemento aleatorio della risoluzione è fortemente mitigato dalle caratteristiche di ogni singola unità navale coinvolta nella battaglia estrapolate direttamente dalle caratteristiche reali delle stesse: ADMIRAL è un gioco tattico.
Missioni di rilevanza storica presenti nel set base:
- Battaglia di Rio de la Plata (Rio de la Plata 12 dicembre 1939)
- Battaglia del mare di Barents (31 dicembre 1942)
- Battaglia dello stretto di Danimarca (Stretto di Danimarca 24 maggio 1941)
- Battaglia di Capo Nord (Capo Nord 26 dicembre 1943)

In seguito sono state realizzate 3 espansioni al fine di coprire tutte le ambientazioni storiche e altre due sono annunciate e in preparazione.

## Espansioni ADMIRAL
Espansione MediterraneoÈ stata terminata e resa disponibile nel 2012 ed espande il regolamento per la guerra navale nel Mar Mediterraneo. Nell'espansione viene trattata la flotta italiana e francese relativamente a tutte le situazioni storiche e parastoriche che le hanno coinvolte durante la guerra nel teatro Mediterraneo.
Di seguito le battaglie di rilevanza storica presenti nell'espansione:
- Operazione Grog (Genova 9 febbraio 1941)
- Operazione Catapult (Mers-el-Kebir 3 luglio 1940)
- Battaglia di Punta Stilo (Punta Stilo 9 luglio 1940)
- Battaglia di Capo Spada (Capo Spada 19 luglio 1940)
- Seconda Battaglia della Sirte (Sirte 22 marzo 1942)
- Battaglia di Guado Matapan (Guado Matapan 28 marzo 1941)
- Battaglia di Pantelleria (Pantelleria 15 giugno 1942)

Espansione PacificoÈ stata terminata e resa disponibile nel 2014 ed espande il regolamento per la guerra navale nel teatro del Pacifico. Nell'espansione viene trattata la flotta statunitense e giapponese relativamente a tutte le situazioni storiche e parastoriche che le hanno coinvolte durante la guerra nel teatro Pacifico.
Di seguito le battaglie di rilevanza storica presenti nell'espansione:
- Attacco alla forza Z (10 dicembre 1941)
- Battaglia del mare di Java (27 febbraio 1942)
- Battaglia dell'Isola di Savo - Iron Botton Sound (Isola di Savo 9 agosto 1942)
- Battaglia di Capo Speranza (Capo Speranza 11 ottobre 1942)
- Guadalcanal (13 novembre 1942)
- Guadalcanal (15 novembre 1942)
- Battaglia dello stretto di Suriago (Filippine 25 ottobre 1944)
- Battaglia di Samar (Filippine 25 ottobre 1944)
- Operazione Ten GO (Okinawa 7 aprile 1945)

Espansione Branchi di Lupiè stata terminata e resa disponibile nel 2015 ed espande il regolamento per la guerra navale sottomarina in tutti i teatri del conflitto. Nell'espansione vengono trattate tutte le flotte sottomarine di tutte le nazioni a completamento dei libretti di flotta compresi nelle precedenti espansioni.
Non mancano missioni rivisitate che introducono la presenza dei nuovi mezzi.

## Altri regolamenti
ADMIRAL Starter PackVersione ridotta del regolamento con tutto il necessario per iniziare a giocare.
SETTE MARI Regolamento StrategicoRegolamento strategioco per la gestione di intere campagne navali su vasta scala.
ADMIRAL 2.0Compendio rivisto e corretto di tutto il materiale della prima edizione comprensivo di Regolamento Base integrato con il materiale e le regole di tutte le espansioni e set aggiuntivi.